# Littletown (Arizona)
Littletown est une ancienne census-designated place (CDP) située dans le comté de Pima, dans l'État de l'Arizona, aux États-Unis. En 2010, elle comptait une population de 873 habitants.